# Anata (impuesto)
La anata o media anata (del latín annata) es un antiguo impuesto instaurado por Real cédula el 18 de agosto de 1631. El impuesto gravaba los cargos públicos y las concesiones o mercedes remuneradas por la corona, obligando al beneficiario al pago de la mitad de los emolumentos correspondientes al primer año.
Generalmente el impuesto no se aplicaba en su totalidad, sino que satisfacía la mitad de la renta del primer año. Es por esta razón por lo que se suele denominar a este impuesto como «media anata», aunque se pueden encontrar casos en los que se cobraron anatas completas.
El pago del importe debía hacerse por partes: la primera, al entregarse el título, oficio o merced, la segunda, dentro de un año a contar de esa fecha. El arancel quedó fijado en 1664 y fue incorporado en parte a la Recopilación de Leyes de Indias de 1680. Una cédula del 22 de mayo de 1774 declaró que los virreyes, gobernadores, oidores y otros empleados provistos para Indias pagarían la media anata del primer empleo descontándosela por cuotas iguales en el periodo de cuatro años. En las sucesiones de los títulos de Castilla se pagaba, si eran en línea recta, 8272 reales de plata en concepto de media anata y doble cantidad si eran transversales, más el 18 % de conducción en ambos casos.